# Ngaio Marsh

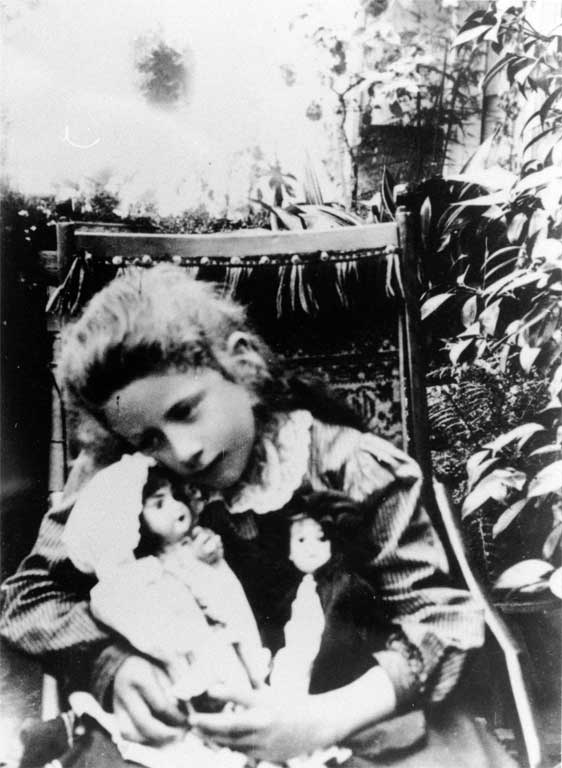
Ngaio Marsh med sina två dockor, cirka 1905.

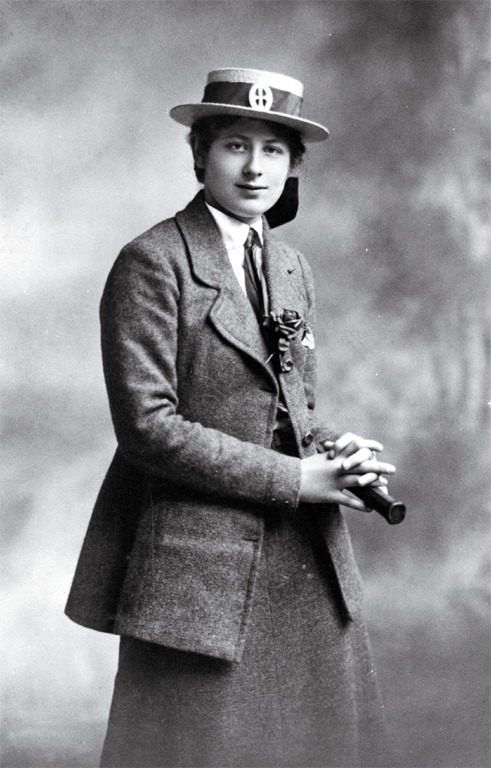
Ngaio Marsh i sin skoluniform från St. Margaret's College, mellan 1910 och 1914.

Edith Ngaio ([ˈnaɪ.oʊ]) Marsh , född 23 april 1895 i Merivale i Christchurch på Nya Zeeland, död 18 februari 1982 i Christchurch på Nya Zeeland, var en nyzeeländsk författare av pusseldeckare i den klassiska stilen. Under loppet av dryga femtio år (1931–1982) skrev hon trettiotvå stycken. Hon anses vara en av deckardrottningarna, jämte Agatha Christie, Dorothy L. Sayers och Margery Allingham. Hon anses även vara en av Nya Zeelands mest inflytelserika teaterproducenter.

## Biografi
Marsh föddes i staden Christchurch som enda barnet till Henry Edward Marsh och Rose Elizabeth Seager. Hennes far var immigrant från England och arbetade som banktjänsteman vid Bank of New Zealand. Rose Seager var skådespelare och det var genom en teaterföreställning som Ngaio Marshs föräldrar träffades. Redan hos morfadern, Edward William Seager, hade det funnits ett teaterintresse. Det råder en viss osäkerhet kring Marsh födelsedag då hennes föräldrar dröjde fem år med att registrera födseln. Det sägs till och med att Marsh själv ska ha valt att fira sin födelse 23 april på grund av att det är samma datum som då Shakespeare föddes.
Marshs förnamn valdes av hennes morbror, på inrådan av föräldrarna, som var missionär och pratade flytande på maori. Ngaio är ett maoriskt ord som betecknar ett inhemskt vintergrönt träd men som också kan betyda "expert", "klok", "avsiktlig", "riktig" eller "rastlös", och det uttalas likt "najo".
När Marsh var runt sju år gammal flyttade familjen till Cahsmere, där fadern byggde ett hus som kom att bli Marsh hem för resten av hennes liv.

### Utbildning och måleri
Då Marsh utsattes för mobbning i skolan så hemundervisades hon mellan tio och fjorton års ålder av sin mor och guvernanten Fröken Ffitch. Det var guvernanten som introducerade Shakespeare för Marsh.
Hon började 1910 vid privatskolan St Margaret College i Christchurch, där hon var stipendiat. Hon studerade måleri vid Canterbury College of Art på deltid mellan 1915 och 1920. Hon var förlovad med sin barndomsvän Ned Bristed, men denne omkom under första världskriget. Hon undervisade ett tag vid hemortens skola för drama och dans, och drygade även ut ekonomin som privatlärare. Hon knöt vänskapsband med två familjer, Acland och Rhodes, som kom att få stor betydelse för henne.
Marsh var en av sju tidigare studenter vid Canterbury College of Art som 1927 grundade konstnärsgruppen The Group, gruppen bestod till största delen av kvinnliga bildkonstnärer. Hon var med och ställde ut med gruppen 1927, 1928, 1935, 1936, 1938, 1940 och 1947. Om sitt målande har Marsh skrivit "somehow I failed to get on terms with myself".

### England
År 1928 reste hon till England där hon tillsammans med Tahu Rhodes öppnade en inredningsbutik i Knightsbridge. När hennes mor fyra år senare insjuknade så återvände Marsh till Nya Zeeland. Modern avled 1932. Marsh bodde därefter i Marton Cottage i Christchurch förort Cashmere, huset som hennes far hade byggt, och där tog hon under sjutton år hand om sin far, tills han avled 1948.
Hon återbesökte England 1937 och reste då även till Belgien, Tyskland, Frankrike, Österrike och norra Italien, där hon målade, innan hon 1938 återvände hem och återupptog ansvaret för faderns omvårdnad.
Under andra världskriget tjänstgjorde Marsh som chaufför åt Röda Korset och körde i en sjukhusbuss repatrierade soldater. 1949 återvände hon till England. Därefter delade hon sin tid mellan de båda länderna. Hon tyckte inte om att flyga utan reste med båt mellan England och Nya Zeeland. De långa båtresorna kunde hon skriva på, till exempel så är boken Singing in the Shrouds (1958) skriven på ett fraktskepp.
| ”             | När jag sa till henne att jag skulle till havs sa hon, det var vad jag skulle göra om jag var en pojke, och hon sa det med tonen från en person som önskade att hon hade varit en pojke. Jag tror att Ngaio Marsh ville ha friheten att vara den hon var i en värld, särskilt i ett Nya Zeeland som fortfarande var mycket konformistiskt i sina bedömningar av vad som utgjorde 'anständiga skämtare, bra Shelias och konstiga typer'. | „ |
| – Roy Vaughan | |   |

### Privatliv
Ngaio Marsh var 178 centimeter lång, hade stora fötter, djup men feminin röst och klädde sig i dyra kläder. I London körde hon en Jaguar av sportbilsmodell.
Marsh gifte sig aldrig och det fanns de som trodde att hon var asexuell. En livslång vän hittade Marsh redan som student i Evelyn Polson. Hon hade ytterligare en livslång vän i Sylvia Fox, som hon reste tillsammans med, men hon förnekade trots spekulationer att hon skulle vara homosexuell. I sin självbiografi skriver Marsh att hon vid 58 års ålder förälskade sig i den expatrierade och gifte ryssen Vladimir Muling.
Hon var en person med hög integritet och avslöjade inte många personliga detaljer ens i sin självbiografi. Mot slutet av sitt liv bad hon till och med sin hushållerska att systematiskt bränna fotografier, dokument, brev, anteckningar och handskrivna manuskript.
Hon avled till följd av en hjärnblödning, vid 86 års ålder och är begravd på Holy Innocents, Aclands familjekyrkogård, i Mount Peel.

## Författarskap och teaterengagemang

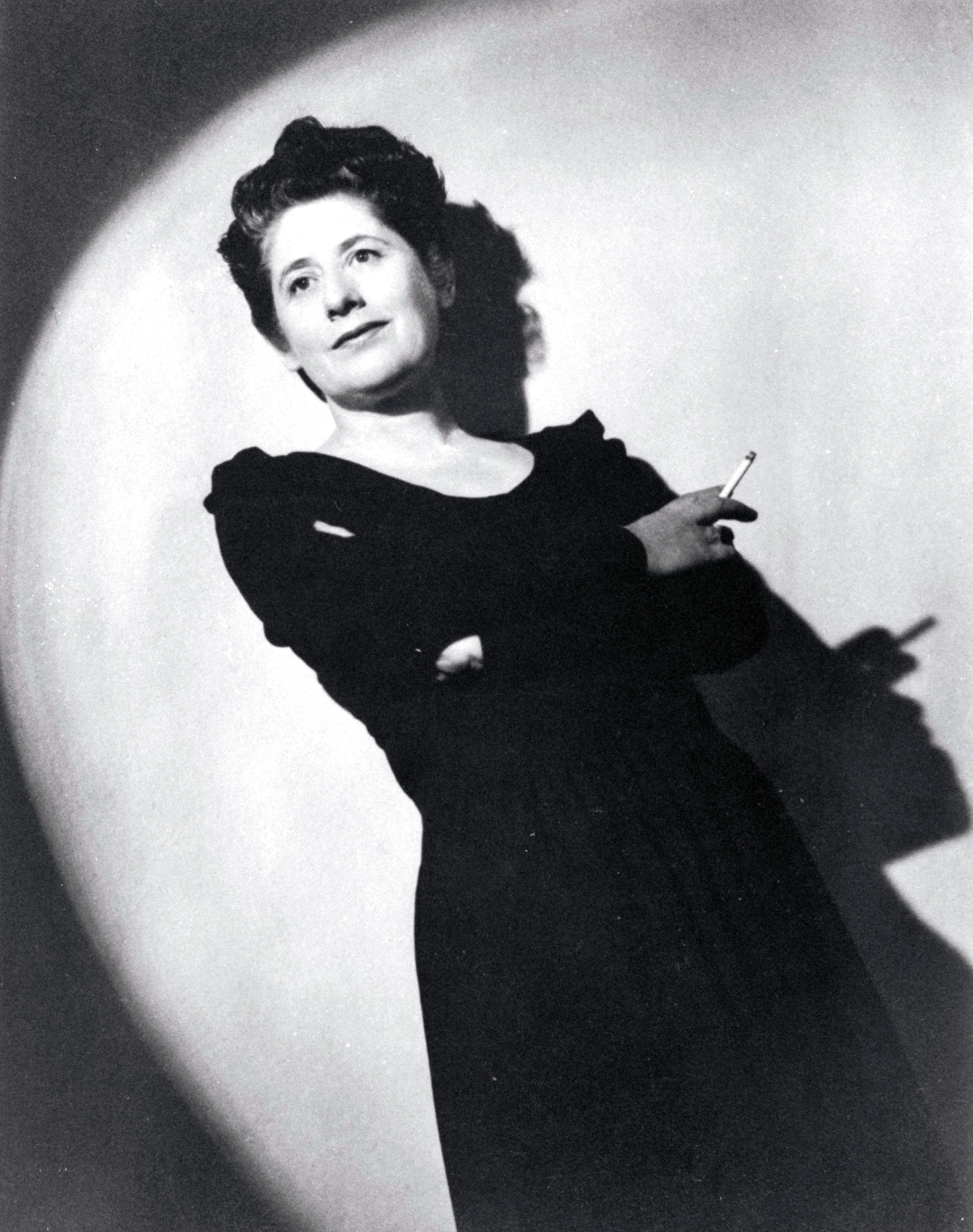
Ngaio Marsh, 1940-tal.

Mellan 1918 och 1925 publicerade Marsh historier och verser inspirerade av E.M. Forster och Walter de la Mare i tidningen The Sun. Under samma period engagerade hon sig i lokala teaterproduktioner och 1920 blev hon erbjuden att som skådespelare turnera med Allan Wilkie Theatre Company. Marsh kom senare att använda sig av sina erfarenheter från turnélivet när hon skrev sin femte roman, Vintage Murder 1937. Hon tilläts dock av sin mor enbart att turnera på Nya Zeeland och fick inte följa med teaterkompaniet på internationell turné. Hon gjorde även en kortare turné med Rosemary Rees Comedy Company. Hon arbetade därefter som lärare vid Wauchop School of Drama and Dancing. Hon undervisade elocutio. Hon skrev även en serie med reseberättelser åt Associated Press.
Marsh skrev sin första roman, A Man Lay Dead, i England, under åren 1931-1932. Hon gav manuset till Agatha Christies agent, Edmund Cork vid agenturen Hughes Massie, som placerade boken hos förläggaren Geoffrey Bles. Boken publicerades 1934.
Internationellt är Marsh mest känd för sin skapelse Roderick Alleyn, som var både aristokrat (som Dorothy L. Sayers Lord Peter Wimsey) och kriminalkommissarie vid Scotland Yard. Marsh hade arbetat som konstnär, skådespelare och inredningsarkitekt innan hon blev deckarförfattare.
De flesta av böckerna som handlar om kommissarie Alleyn utspelar sig i England, men fyra av dem utspelar sig i Nya Zeeland. En av de senare är Vintage Murder (1937), som gick under arbetsnamnet The Case of the Greenstone Tiki.
Med boken Artists in Crime, som publicerades 1938, introducerades Marshs alter ego: konstnären Agatha Troy.
Familjen Rhodes förekommer som the Lampreys i romanen A surfeit of Lampreys, som publicerades 1941.
Enligt hennes kusin John Dacres-Manning så ogillade Marsh att skriva, men skrivandet genererade pengar som hon sedan kunde använda för sin teaterverksamhet. Biografikern Joanne Drayton anser däremot att Marsh utåt spelade ned böckernas roll och att de istället hade en väldigt speciell betydelse för Marsh.
År 1944 hjälpte hon till att starta ett teatersällskap som blev en viktig grundpelare i Nya Zeelands kulturliv, det gick under namnet Drama Society. Mellan 1943 och 1969 satte Marsh upp över tjugo fullskaliga Shakespearepjäser, med bland annat Sam Neill i en av rollerna.
I juli 1949 släppte Penguin tio titlar av Marsh i sammanlagt en million exemplar, på en och samma dag. Tillställningen gick under namnet "Marsh Million". I januari och februari 1950 var hon producent för en uppsättning av Luigi Pirandellos Sex roller söker en författare på Embassy Theatre i London. Och 1951 var hon med och grundade British Commonwealth Theatre Company, som redan samma år turnerade Nya Zeeland med tre av Marshs produktioner.
År 1955 skrev hon barnpjäsen The Wyvern and the Unicorn; i samarbete med kompositören David Farquhar gjordes den om till en opera 1962. Marsh skrev librettot och operan gavs vid världspremiären titeln A Unicorn for Christmas.

### Motiv
Marshs böcker bygger i stor utsträckning på hennes egna erfarenheter och utspelar sig till största delen i England eller på Nya Zeeland. Både måleri och teater är återkommande motiv. Hon gjorde även research och följde med utredare vid Scotland Yard till brottsplatser, något som också gällde när hon 1960 besökte New Yorks polisdepartement.
Hennes självbiografi Black Beech and Honeydew utkom första gången 1965, och i en senare omarbetad utgåva 1981. I boken ägnar hon några rader åt deckarförfattandet, men huvuddelen upptas av arbetet med teateruppsättningar. Många av hennes deckare utspelar sig inom teaterns värld, till exempel Mördaren gör entré, Döden på premiär och Dödsuvertyren.
| ”                   | Den måste ha en början, ett mitten och ett slut. Mitten måste vara en förlängning och utveckling av början och slutet måste vara implicit i båda. | „ |
| – Ngaio Marsh, 1978 | |   |

### Ngaio Marsh Theatre
Ngaio Marsh Theatre är uppkallad i hennes ära, och hon producerade själv en uppsättning av Trettondagsafton för teaterns öppnande i juli 1967. Hon satte även upp den första produktionen på James Hay Theatre i Christchurch, det var återigen Shakespeare, denna gång Henry V. Hon regisserade själv föreställningarna och hennes regi-stil har beskrivits som "fantasifull, noggrann och autokratisk".
Marsh sista insats inom teatern var att 1976, tillsammans med Jonathan Elsom, skriva och producera enmansföreställningen Sweet Mr Shakespeare. År 1978 släppte South Pacific Television adaptioner på fyra av Marshs romaner, under namnet Ngaio Marsh Theatre.
Hon färdigställde sin sista bok, Light Thickens, sex veckor före sin död. Boken handlar, utöver att vara en pusseldeckare, om Macbeth.
Marsh är i hemlandet mer känd för sina insatser inom teatern än för sina böcker. Hon skrev inte bara romaner, utan även böcker om Nya Zeeland och om teater.

### Språk
Författaren Dorothy B. Hughes menar att även om Marsh var bland de bästa när det kommer till pusseldeckare, så var det hennes språk som verkligen fick henne att sticka ut: "Det var tydligt, subtilt, ironiskt, osentimentalt, men alltid elegant och ofta vitsigt" och att hon hade både bredd och djup.

## Eftermäle

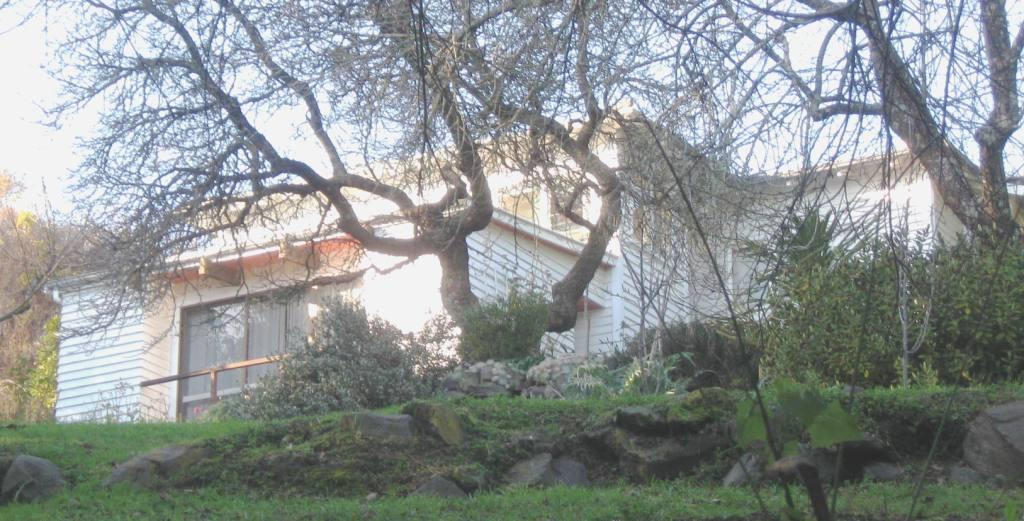
Dame Ngaio Marshs hem, numera museum.

Marsh hem är bevarat som ett museum.
År 1989 gavs ett frimärke ut i Nya Zeeland med ett porträtt av Marsh.
Mellan 1990 och 1994 producerades en brittisk tv-serie i nio avsnitt baserade på Marsh böcker. Den hette Alleyn Mysteries och huvudrollen spelades av Patrick Malahide.
Marsh har en krater på Venus uppkallad efter sig. BBC har gjort radioteater på en handfull av hennes verk.
Den 23 april 2015 hedrades hon med en Google Doodle.
Även om hennes samtida kollegor som Sayers och Agatha Christie är mer välkända idag finns Marshs böcker fortfarande i tryck. Det finns även ljudboksinläsningar, bland annat kan nämnas en inläsning av Death in a White Tie med Benedict Cumberbatch. Och så sent som 2018 färdigställdes Money in the Morgue, en bok som Marsh påbörjat under andra världskriget.
Varje år delas The Ngaio Marsh Award ut till Nya Zeelands bästa deckare.

## Priser och utmärkelser
- 1948 – Officer i Brittiska imperieorden (OBE).[15]
- 1951 – Fellow of the Royal Society of Arts (FRSA).[2]
- 1963 – Hedersdoktor i litteratur vid Canterbury University.[2]
- 1966 – Dame Commander of the Order of the British Empire (DBE), för hennes tjänster inom litteraturen och teatern på Nya Zeeland.[3]
- 1978 – Grand Master Award, Mystery Writers of America.

### Böckerna om Roderick Alleyn
(Endast originalgåvor och översättningar till svenska är listade, förutom i de fall då annat förlag än huvudförlaget kommit med tidigare utgivning, eller om verket även getts ut under annan titel.)

- A Man Lay Dead (Roderick Alleyn, #1), Geoffrey Bles, 1934 (ej utgiven på svenska)
- Enter a Murderer (Roderick Alleyn, #2), Geoffrey Bles, 1935
  - Mördaren gör entré, på svenska i översättning av Lisa Rothstein, Geber, 1973, ISBN 9120037686
- The Nursing Home Murder (Roderick Alleyn, #3), Geoffrey Bles, 1935
  - Dödande dos, på svenska i översättning av Ingrid Berglöf, B. Wahlström, 1967
- Death in Ecstasy (Roderick Alleyn, #4), Geoffrey Bles, 1936 (ej utgiven på svenska)
- Vintage Murder (Roderick Alleyn, #5), Geoffrey Bles, 1937
  - Mord av gammal årgång, på svenska i översättning Lisa Rothstein, AWE/Geber, 1974, ISBN 91-20-04334-1
- Artists in crime (Roderick Alleyn, #6), Geoffrey Bles, 1938
  - Modellmordet, på svenska i översättning av Brita af Geijerstam, Geber, 1939
- Death in a White Tie (Roderick Alleyn, #7), Geoffrey Bles, 1938
  - En gentleman är död, på svenska i översättning av Brita af Geijerstam, Geber, 1940
- Overture to death (Roderick Alleyn, #8), William Collins, 1939
  - Dödsuvertyren, på svenska i översättning av Brita af Geijerstam, Geber, 1941
- Death at the bar (Roderick Alleyn, #9), Collins Crime Club, 1940
  - Död, var är din udd?, på svenska i översättning av Bo och Elisabeth Isaksson, Geber, 1961
- A Surfeit of Lampreys (Roderick Alleyn, #10), Collins, 1941 (amerikansk utgåva: Death of a peer, The Book League of America, 1940)
  - Mord i högadeln, på svenska i översättning av Brita af Geijerstam, Geber, 1942
- Death and the dancing footman (Roderick Alleyn, #11), Collins, 1942 (amerikansk utgåva Little, Brown, 1941)
  - Döden och den dansande betjänten, på svenska i översättning av Birgitta Kleingardt, Geber, 1947
- Colour scheme (Roderick Alleyn, #12), Collins, 1943
  - Heta källor, på svenska i översättning av Bo och Elisabeth Isaksson, Geber, 1965
- Died in the wool (Roderick Alleyn, #13), Collins, 1945
  - Obönhörlig död, på svenska i översättning av Ingrid Berglöf, B. Wahlström, 1968, ISBN 99-0104634-3
- Final curtain(Roderick Alleyn, #14), Collins, 1947
  - Ridå för sista akten, på svenska i översättning av Anna Örström, Geber, 1948
- Swing, Brother, Swing (Roderick Alleyn, #15), Collins, 1949 (amerikansk utgåva: ''A wreath for Rivera, Little, Brown, 1949
  - En krans åt Rivera, på svenska i översättning av Anna Örström, Geber, 1950
- Opening Night (Roderick Alleyn, #16), Collins, 1951 (amerikansk utgåva: Night at the Vulcan, Little, Brown, 1951)
  - Döden på premiär, på svenska i översättning av Torsten Ehrenmark, Geber, 1952
- Spinsters in Jeopardy (Roderick Alleyn, #17), Collins, 1954 (amerikansk utgåva Little, Brown, 1953, även utgiven som The Bride of Death, Spivak, 1955)
  - Sjunga mördarens visa, på svenska i översättning Sten Söderberg, Almqvist & Wiksell/Geber, 1954, ISBN 99-1785188-7
- Scales of justice (Roderick Alleyn, #18), Collins, 1955
  - Fiska i dödvatten, på svenska i översättning av Bo Isaksson, AWE/Geber, 1956
- Off with his head (Roderick Alleyn, #19), Collins, 1957 (amerikansk utgåva: Death of a Fool, Little, Brown, 1956)
  - Svärdsdansen, på svenska i översättning av Lena Törne (pseud. för Lena Anér Melin), Almqvist & Wiksell/Geber, 1958
- Singing in the shrouds (Roderick Alleyn, #20), Collins, 1959 (amerikansk utgåva: Little, Brown, 1958)
  - Sjunga för död, på svenska i översättning av Carl Sundell, Geber, 1959
- False scent (Roderick Alleyn, #21), Collins, 1960
  - Förrädisk doft, på svenska i översättning av Carl Sundell, Geber, 1960
- Hand in glove (Roderick Alleyn, #22), Collins, 1962
  - Hand i handske, på svenska i översättning av Bo och Elisabeth Isaksson, Aldus/Bonnier, 1962
- Dead water (Roderick Alleyn, #23), Collins, 1964 (amerikansk utgåva: Little, Brown, 1963)
  - Gåtan med den gröna damen, på svenska i översättning av Lisa Rothstein, Geber, 1964
- Death at the Dolphin (Roderick Alleyn, #24), Collins, 1967 (amerikansk utgåva: Killer Dolphin, Little, Brown, 1966)
  - Delfinmordet, på svenska i översättning av Nils Jacobsson, Geber, 1968
- Clutch of Constables (Roderick Alleyn, #25), Collins, 1968
  - Mord i målat landskap, på svenska i översättning av Nils Jacobsson, Geber, 1969
- When in Rome (Roderick Alleyn, #26), Collins, 1970, ISBN 0-00-231889-X
  - Allt kan hända i Rom, på svenska i översättning av Claës Gripenberg, Geber, 1971
- Tied up in tinsel (Roderick Alleyn, #27), Collins, 1972
  - Skenet bedrar, på svenska i översättning av Saga Gripenberg, Geber, 1972, ISBN 9120052529
- Black as he's painted (Roderick Alleyn, #28), Collins, 1974, ISBN 0002310694
  - Svart motiv, på svenska i översättning av Lisbeth Renner, AWE/Geber, 1975, ISBN 9120047045
- Last ditch (Roderick Alleyn, #29), Collins, 1977, ISBN 0002314754
  - Sista hindret, på svenska i översättning av Disa Törngren, AWE/Geber, 1977, ISBN 9120058535
- Grave mistake (Roderick Alleyn, #30), Collins, 1978
  - Grav åt andra, på svenska i översättning av Disa Törngren, AWE/Geber, 1980, ISBN 91-20-05989-2
- Photo-finish (Roderick Alleyn, #31), Collins, 1980
  - En divas död, på svenska i översättning av Disa Törngren, AWE/Geber, 1981, ISBN 9120065612
- Light thickens (Roderick Alleyn, #32), Collins, 1982
  - Kom, täta natt, på svenska i översättning av Disa Törngren, AWE/Geber, 1984, ISBN 91-20-07102-7
- (Money in the Morgue: The New Inspector Alleyn Mystery (Roderick Alleyn, #33), (färdigställd av Stella Duffy) Collins Crime Club, 2018, ISBN 9780008207106)

### Facklitteratur
- New Zealand (med Randall M. Burdon), William Collins, 1942, ISBN 9780318736990
- A Play Toward, The Caxton Press, 1946
- Play Production (med illustrationer av Sam Williams). Wellington: School Publications Branch, 1948; omarbetad, 1960.
- New Zealand: A Nations Today Book, New York: Macmillan, 1964; London: Collier Macmillan, 1965
- Black Beech and Honeydew: An Autobiography (memoar), Boston: Little, Brown, 1965; London: Collins, 1966; omarbetad: Collins, 1981, ISBN 0002163675
- Perspectives: The New Zealander and the Visual Arts, Pelorus Press, 1960

### Pjäser
- Isolene[2]
- The Moon Princess, 1913[2]
- Little housebound, 1924[4]
- The Wyvern and the Unicorn, 1955 / A Unicorn for Christmas, 1962[2]
- The Christmas Tree, SPCK, 1962

### Noveller
- "I Can Find My Way Out", 1946
- "My Poor Boy", 1959
- "A Fool About Money", 1974
- Death on the Air and Other Stories, 1989
- The Collected Short Fiction of Ngaio Marsh, (redaktör: Douglas G. Greene), International Polygonics, 1989